# Arnoldus Arlenius
Arnoldus Arlenius Peraxylus, (* um 1510 in Aarle; † 1582 in Florenz), geboren als Arndt oder Arnout van Eyndhouts oder van Eynthouts, auch bekannt als Arnoud de Lens, war ein niederländischer humanistischer Philosoph und Dichter.
Er wurde in Aarle bei Helmond (nach einigen Berichten 's-Hertogenbosch), Noord-Brabant, Niederlande, zu diesem Zeitpunkt ein Teil des Habsburger-Besitzes, geboren. Er studierte bei Macropedius und reiste später nach Paris und Ferrara und studierte 5 Jahre an der Universität Bologna. Er wurde ein erstklassiger Griechisch-Spezialist und lebte vom Buchhandel und der Rolle eines Talentsuchers für die Basler Druckereien, indem er die Veröffentlichung von Büchern wie Caelius Rhodiginus' Lectiones antiquae vermittelt.
1542 reiste er nach Venedig, wo er als Bibliothekar des spanischen Botschafters, Diego Hurtado de Mendoza, neue Texte fand und die Transkription von Dokumenten organisierte, die ihn zu Reisen nach Frankfurt und Florenz veranlassten. Er katalogisierte Mendozas Sammlung griechischer Manuskripte. Ausgehend von Handschriften, die in Mendozas umfangreicher Bibliothek zu finden sind, fertigte er 1544 die erste gedruckte griechische Version der Werke von Josephus an. Diese wurden von Hieronymus Froben in Basel herausgegeben und waren für viele Jahre die Basis aller existierenden Übersetzungen aus dem griechischen. Darüber hinaus war er für die Veröffentlichung wichtiger Frühausgaben von Lycophron (Basel, 1546) und Niccolò Perotti's Latein-Übersetzungen des Polybius (Basel, 1549) verantwortlich. Sein Griechisch-Latein Lexikon wurde 1546 in Venedig herausgegeben.
Später arbeitete er als Lektor für den Drucker Lorenzo Torrentino und erwarb Bücher und Manuskripte für Johann Jakob Fugger. 1556 war er für die Veröffentlichung einer Ausgabe von Platons Werken in Basel verantwortlich, die auf der Ausgabe von 1534 des Gelehrten Simon Grynaeus basiert, die er persönlich mit Hilfe von Platons Manuskripten korrigierte, die er in Italien gesammelt hatte. Diese Ausgabe wird von Altphilologen Myles Burnyeat als „eine der barbarischsten Ligaturen, die je gedruckt wurden“ beschrieben.